# Josh O'Connor
Josh O'Connor (Southampton, 20 de maio de 1990) é um ator inglês. Ele é conhecido por interpretar Johnny Saxby no filme God's Own Country de 2017, dirigido por Francis Lee, pelo qual ganhou o British Independent Film Award de Melhor Ator, e por seu papel de Lawrence Durrell na série de TV da ITV, The Durrells. Ele também apareceu como Marius na minissérie da BBC One, Les Misérables, de Victor Hugo, e interpreta o Príncipe Charles nas temporadas 3 e 4 do drama da Netflix, The Crown.

## Início da vida
Josh nasceu em Southampton, Hampshire, Inglaterra. Ele é neto do escultor britânico John Bunting e descendente da dinastia Bunting Tea. Sua tia materna é a escritora e comentarista britânica Madeleine Bunting. Sua ascendência é irlandesa, inglesa, escocesa e, através de sua bisavó matrilinear, asquenaze e sefardita. Ele estudou na Bristol Old Vic Theatre School, da qual se formou em 2011.

## Carreira de ator

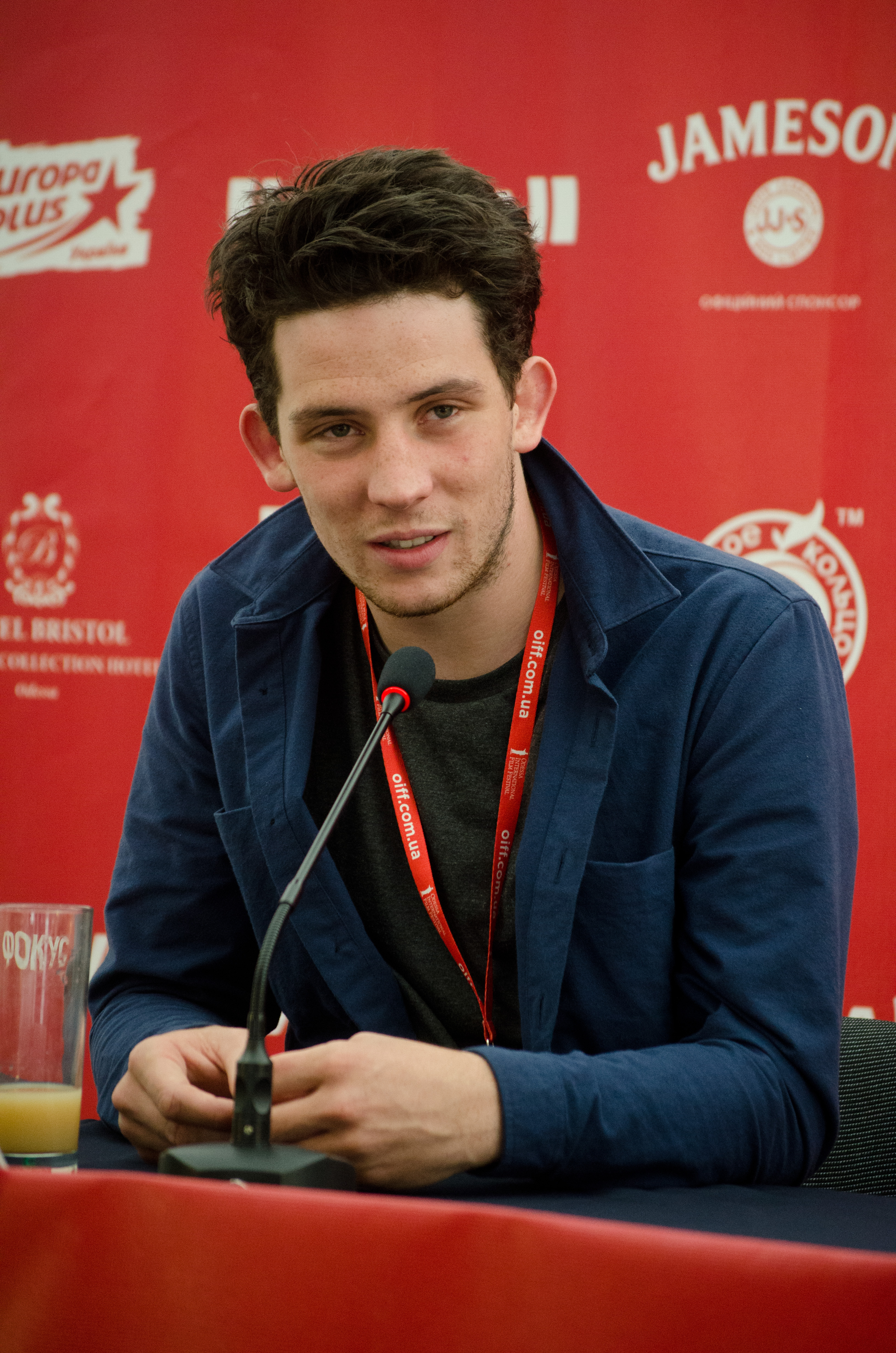
Josh O'Connor no 6º Festival Internacional de Cinema de Odessa.

Em 2012, O'Connor apareceu em Lewis. Em 2015, ele interpretou Rich no filme biográfico The Program, sobre o ciclista Lance Armstrong, dirigido por Stephen Frears. No ano seguinte, ele assumiu o papel de Donaghy em Florence Foster Jenkins, estrelado por Meryl Streep e Hugh Grant.
Desde 2016, ele interpreta o papel de Lawrence "Larry" Durrell na comédia dramática da ITV, The Durrells.
Em 2017, ele atuou como Johnny Saxby no filme de drama britânico God's Own Country, dirigido por Francis Lee. O filme estreou no Festival Sundance de Cinema em 23 de janeiro de 2017. Por sua performance, ele recebeu um British Independent Film Award de Melhor Ator.
No teatro, ele participou da Royal Shakespeare Company em The Shoemaker's Holiday e Oppenheimer, no Donmar Warehouse em Versailles e no Southwark Playhouse em Farragut North.
Em julho de 2018, ele foi adicionado ao elenco da série internacional da Netflix, The Crown, para interpretar o Príncipe Charles nas temporadas 3 e 4.
O'Connor estrelou ao lado de Laia Costa em Only You de Harry Wootliff que estreou na competição do London Film Festival em 19 de outubro de 2018.

## Filmografia

### Filmes
| Ano  | Título                             | Papel                 | Notas                          |
| ---- | ---------------------------------- | --------------------- | ------------------------------ |
| 2011 | Michael Myers in Love              |                       | Compositor; curta-metragem     |
| 2012 | The Eschatrilogy: Book of the Dead | Zombie                |                                |
| 2013 | The Magnificent Eleven             | Andy                  |                                |
| 2014 | Hide and Seek                      | Max                   |                                |
| 2014 | The Riot Club                      | Ed                    |                                |
| 2015 | Bridgend                           | Jamie                 |                                |
| 2015 | Cinderella                         | Ballroom Palace Guard |                                |
| 2015 | Holding on for a Good Time         | Charlie               | Curta metragem                 |
| 2015 | The Program                        | Rich                  |                                |
| 2016 | Florence Foster Jenkins            | Donaghy               |                                |
| 2016 | Best Man                           | Donald                | Curta metragem                 |
| 2017 | God's Own Country                  | Johnny Saxby          |                                |
| 2017 | The Colour of His Hair             | Peter                 | Documentário de curta-metragem |
| 2018 | Only You                           | Jake                  |                                |
| 2019 | Hope Gap                           | Jamie                 |                                |
| 2020 | Emma                               | Mr. Elton             |                                |
| 2021 | Mothering Sunday                   | Paul Sheringham       |                                |
| 2022 | Aisha                              | Conor Healy           |                                |
| 2023 | La chimera                         | Arthur                |                                |
| 2023 | Lee                                | Antony Penrose        |                                |
| 2023 | Bonus Track                        | Jonno                 | Também escritor                |
| 2024 | Challengers                        | Patrick Zweig         |                                |
| 2025 | Rebuilding                         | Dusty                 |                                |
| 2025 | Wake Up Dead Man                   |                       | Pós-produção                   |
| ASA  | The History of Sound               | David                 | Pós-produção                   |
| ASA  | The Mastermind                     |                       | Filmando                       |

### Television
| Ano       | Título           | Papel                      | Notas                                            |
| --------- | ---------------- | -------------------------- | ------------------------------------------------ |
| 2012      | Lewis            | Charlie Stephenson         | Episódio: "Generation of Vipers"                 |
| 2013      | Doctor Who       | Piotr                      | Episódio: "Cold War"                             |
| 2013      | Law & Order: UK  | Rob Fellows                | Episódio: "Dependent"                            |
| 2013      | The Wipers Times | Dodd                       | Filme televisivo                                 |
| 2013      | London Irish     | James                      | Episódio: "1.2"                                  |
| 2014      | Peaky Blinders   | James                      | 3 episódios                                      |
| 2014      | Ripper Street    | PC Bobby Grace             | 8 episódios                                      |
| 2015      | Father Brown     | Leo Beresford              | Episódio: "The Curse of Amenhotep"               |
| 2016–2019 | The Durrells     | Lawrence Durrell           | 26 episódios                                     |
| 2019      | Les Misérables   | Marius Pontmercy           | 3 episódios                                      |
| 2019–2020 | The Crown        | Charles III do Reino Unido | Papel principal (3ª e 4ª temporada) 13 episódios |
| 2021      | Romeu e Julieta  | Romeo Montague             | Peça de televisão                                |

### Teatro
| Ano  | Título                  | Papel          | Diretor       | Roteitista          | Teatro                            |
| ---- | ----------------------- | -------------- | ------------- | ------------------- | --------------------------------- |
| 2013 | Farragut North          | Ben Fowles     | Guy Unsworth  | Beau Willimon       | Southwark Playhouse               |
| 2014 | Versailles              | Hugh Skidmore  | Peter Gill    | Peter Gill          | Donmar Warehouse                  |
| 2015 | The Shoemaker's Holiday | Rowland Lacy   | Philip Breen  | Thomas Dekker       | Swan Theatre                      |
| 2015 | Oppenheimer             | Luis Alvarez   | Angus Jackson | Tom Morton-Smith    | Swan Theatre, Vaudeville Theatre  |
| 2021 | Romeu e Julieta         | Romeo Montague | Simon Godwin  | William Shakespeare | Filmado no Royal National Theatre |